# Søndergårde (Hadsund)
 For alternative betydninger, se Søndergårde. (Se også artikler, som begynder med Søndergårde)
Søndergårde (udtale: [ˈsœ̝nʌ̟̞̹ˌg̊ɔ̞ːə]?) er en bydel umiddelbart nord for Hadsunds centrum. Bydelen har 1.500 indbyggere og omfatter det større kvarter Holterne. Søndergårde var fra begyndelsen af 1500-tallet til 1921 en landsby i Visborg Sogn, da Hadsund blev et selvstændigt sogn. Hadsund havde egen kirke siden 1898. Søndergårde var en landsby til 1970'erne, hvor gårdene afgav jord til boligkvarteret Holterne, nu en del af Søndergårde. Der blev bygget huse mellem Søndergårde og Hadsund i 1974. Siden har landsbyen været en del af Hadsund. Den ligger to km fra Hadsund Centrum og tre km fra Visborg. Søndergårde består af 446 parceller, hvoraf de 411 hører under Holterne; de 30 og fem virksomheder ligger i den gamle del af Søndergårde. Navnet Søndergårde er ikke almindeligt brugt længere.
Hadsund Dyrehave og Hadsund Egnssamling ligger syd for Søndergårde. Himmerlandskød er bydelens største virksomhed med 50 ansatte.
Bydelen afgrænses mod nord af Bøgelunden, mod vest af Industri Nord, mod syd af Hadsund Dyrehave og mod øst af Industri Øst. Gl. Visborgvej og Ringvejen giver adgang til Søndergårde.

## Historie
Søndergårde er opstået langs vejen, der i gamle dage gik fra Aalborg-Hobro-landevejen videre gennem Søndergårde til Visborg og til Skelund og Als. Endelsen -gårde afspejler, at der var tale om landbrug. Ved en folketællingen i 1787 fremgår det, at der var syv huse og fire gårde i Søndergårde.
Indtil 1937 lå landsbyen i Skelund-Visborg Kommune, men efter sammenlægning af Vive og Skelund-Visborg Kommuner (den 1. april 1937) indgik kommunerne i den nye Hadsund Kommune (1937-1970). Ved Kommunalreformen (1970) blev kommunen sammenlagt med Als Kommune og blev til Hadsund Kommune. Ved Kommunalreformen 2007 blev kommunen sammenlagt med Hobro, Mariager og Arden Kommuner og blev til Mariagerfjord Kommune.
Navnet Søndergårde kendes ikke med sikkerhed, men en sandsynlig forklaring er at en bol (landbrug mellem gård og hus) flyttedes fra Bjærget ved Helberskov, et plateau ikke langt fra Havnø. Søndergårde fik muligvis navnet, fordi den ligger sydvest for Visborg og Glargårde. I 1853 blev der bygget en gård, som fik navnet Søndergården efter landsbyen.
Den 20. februar 1970 blev det vedtaget, at der skulle bygges et nyt boligkvarter Holterne øst for Søndergårde. I 1974 kunne man konstatere, at Søndergårde var vokset sammen med Hadsund, da Søndergården solgte de sidste marker til Hadsund Kommune, og der blev bygget et industrikvarter vest for Søndergårde og et villakvarter nord og syd for byen. I 1973 bestod Søndergårde af 17 huse og en gård. I 1976 blev Søndergården nedlagt som gård og laderne nedrevet. I 2006 blev også stuehuset nedrevet til fordel for rækkehusbyggeri. I 2010 byggedes der nye virksomheder i den nordlige del af bydelen. 

### Landsbyens navn
Søndergårde blev i 1541 stavet Søndergord, i 1700-tallet Söndergaarde, i 1950'erne Søndergaarde og i 1970'erne Søndergårde (med bolle-å). 

### Søndergårde Skole
Skolen blev etableret efter folkeskolelovens vedtagelse i 1814. Da Hadsund i 1870'erne begyndte at vokse, måtte børnene gå helt til Søndergårde for at komme i skole. De børn, der boede i den vestlige del af Hadsund (som hørte til Vive Sogn), måtte gå helt til Vive.
Søndergårde Skole var opført i 1853 og var i 1876 meget forfalden. På et møde i skolekommissionen diskuterede den en flytning af skolen til Hadsund, men sognerådets repræsentant i skolekommissionen var absolut modstander af flytningen, hvorimod de to andre medlemmer var tilhængere af flytningen, idet Søndergårde Skole alligevel skulle ombygges, og Hadsund havde de fleste børn. Søndergårde Skole delte i en lang årrække lærer med Glerup Skole. 
I 1877 blev Søndergårde Skole sat i stand, men diskussionen om flytningen fortsatte. I december 1877 sendte sognerådet et brev til ministeriet med ønske om, at skolen måtte forblive i Søndergårde, men ministeriet afslog og fastslog, at en ny skole skulle opføres i Hadsund.
Den 29. juni 1877 stod den ny skole i Hadsund klar; den lå i Skolegade (nu Østergade. Huset eksisterer endnu - det er i dag farvehandelen i Østergade. Det var købmand Chr. Hornbech, der forærede byggegrunden til skolen. I 1911 blev der bygget en meget større skole på Kirkegade.
Den nye skole blev delt i skolestue og lærerbolig. Skolen kostede 4.800 kroner, og den blev indviet den 29. oktober 1878. Men sognerådet måtte betale 660 kroner til brændeskur og latriner. Sognerådet regnede med at flytte de gamle fra Søndergårde Skole til den nye skole i Hadsund, men de var i så dårlig stand, at en flytning ikke var mulig. Den første lærer var i stand til at flyttes fra Søndergårde til Hadsund. Han hed Søren Sørensen og var dimitteret fra seminaret i Lyngby i 1862 og blev ansat ved skolen i Søndergårde i 1863. Han var anset for at være en flittig og dygtig lærer.

### Gårde og huse
I den nordlige del af Søndergårde ligger to nedlagte gårde: Krebs Gård bygget 1847 og den Røde Gård bygget 1880. De blev nedlagt som landbrug i 1970'erne, da der blev bygget villakvarter øst for og industrikvarter vest for.

#### Nedrevne gårde
I den østlige del af landsbyen blev Mary og Thyge Knudsens gård fra 1700-tallet nedrevet i 2007. Kort tid efter nedrivningen blev der bygget et nyt hus på stedet. Anders Andersens gård lå længst mod nord og blev nedrevet i 1982 til fordel for det nye ejerbolig-byggeri Hasselholt, der stod færdigt i 1990.

## Lyngholt
Lyngholt er et nyt ejerbolig-byggeri på den grund, som Søndergården lå på til 2006. Byggeriet opfatter 18 ejerboliger bygget i rosa facadeteglsten og røde tagsten. Øst for dem skal der laves et fællesareal med træer, borde og bænke.

## Galleri
- Krebs Gård opført 1847, ligger på hjørnet af Engholt.[19]
- Den Røde Gård opført 1880, ligger på hjørnet af Mestervænget.[12]
- Det røde hus opført 1900 er et af bydelens flotteste huse.[19]
- Det gule hus oprørt 1916 ligger på hjørnet af Ringvejen.[19]
- Søndergårde fra midten af bydelen mod syd.
- Søndergårde set fra nord.
- Transbjerholt Centralen ligger lige øst for den gamle del af Søndergårde i kvarteret Holterne. Den giver varme til hele Søndergårde.[23]